# 2017년 아시아 프로야구 챔피언십
아시아 프로야구 챔피언십(영어: Asia Professional Baseball Championship(APBC))은 2017년부터 시작된 아시아 3개국 간의 국제 야구 대회이다. 2017년부터 4년에 한번 11월 경에 경기를 펼친다.
2005년부터 2013년까지 개최된 아시아 시리즈가 폐지된 후 대신 신설된 대회이다. 2017년 11월 16일부터 2017년 11월 19일까지 도쿄 돔에서 첫 대회가 개최되었다.

## 참가 자격
24세 이하 또는 프로 3년차 이하의 선수(와일드카드 : 팀당 3명까지)

## 참가 국가
| 일본 | 대한민국 | 중화 타이베이 |
| ---- | -------- | ------------- |
|      | 대한민국 |               |

## 개최 도시 및 경기장
| 예선전, 결승전 – 도쿄 |
| --------------------- |
| 도쿄 돔               |
| 수용인원: 46,000      |
|                       |

## 경기 결과
- 모든 경기는 일본 시간 (UTC+9) 기준

### 예선

#### 예선 1경기
2017년 11월 16일 - 19:00 도쿄 돔
| 팀 | 1 | 2 | 3 | 4 | 5 | 6 | 7 | 8 | 9 | 10 | R | H  | E |
| 대한민국 | 0 | 0 | 0 | 4 | 0 | 0 | 0 | 0 | 0 | 3  | 7 | 10 | 1 |
| 일본 | 0 | 0 | 1 | 0 | 0 | 2 | 0 | 0 | 1 | 4  | 8 | 11 | 0 |
| 승리 투수: 호리 미즈키 패전 투수: 이민호 홈런: 대한민국 – 김하성(야부타 카즈키 상대로 4회 1점) 일본 – 야마카와 호타카(구창모 상대로 6회 2점), 우에바야시 세이지(함덕주 상대로 10회 3점) |   |   |   |   |   |   |   |   |   |    |   |    |   |

#### 예선 2경기
2017년 11월 17일 - 19:00 도쿄 돔
| 팀                                                              | 1 | 2 | 3 | 4 | 5 | 6 | 7 | 8 | 9 | R | H | E |
| 중화 타이베이                                                   | 0 | 0 | 0 | 0 | 0 | 0 | 0 | 0 | 0 | 0 | 4 | 0 |
| 대한민국                                                        | 0 | 0 | 0 | 0 | 0 | 1 | 0 | 0 | X | 1 | 4 | 0 |
| 승리 투수: 임기영 패전 투수: 천관위 세이브: 장필준 홀드: 박진형 |   |   |   |   |   |   |   |   |   |   |   |   |

#### 예선 3경기
2017년 11월 18일 - 18:30 도쿄 돔
| 팀 | 1 | 2 | 3 | 4 | 5 | 6 | 7 | 8 | 9 | R | H  | E |
| 일본 | 0 | 1 | 0 | 0 | 2 | 0 | 3 | 1 | 1 | 8 | 12 | 1 |
| 중화 타이베이 | 0 | 0 | 0 | 0 | 0 | 0 | 0 | 0 | 2 | 2 | 7  | 0 |
| 승리 투수: 이마나가 쇼타 패전 투수: 린정셴 홈런: 일본 – 토노사키 슈타(린정셴 상대로 2회 1점) 중화 타이페이 – 주위셴(히라이 카츠노리 상대로 9회 1점) |   |   |   |   |   |   |   |   |   |   |    |   |

### 결승전
2017년 11월 19일 - 18:00 도쿄 돔
| 팀                                                                                           | 1 | 2 | 3 | 4 | 5 | 6 | 7 | 8 | 9 | R | H  | E |
| 대한민국                                                                                     | 0 | 0 | 0 | 0 | 0 | 0 | 0 | 0 | 0 | 0 | 3  | 0 |
| 일본                                                                                         | 0 | 0 | 0 | 1 | 3 | 2 | 1 | 0 | X | 7 | 11 | 0 |
| 승리 투수: 타구치 카즈토 패전 투수: 박세웅 홈런: 일본 – 니시카와 료마(이민호 상대로 7회 1점) |   |   |   |   |   |   |   |   |   |   |    |   |

## 결과
| 2017년 아시아 프로야구 챔피언 우승 팀 |
| ------------------------------------- |
| 일본 첫 번째 우승                     |

## 수상

### 개인상
| 출전 선수         | 소속 구단                | 성적               |
| 최우수 선수 (MVP) | 최우수 선수 (MVP)        | 최우수 선수 (MVP)  |
| ----------------- | ------------------------ | ------------------ |
| 토노사키 슈타     | 사이타마 세이부 라이온스 | 13타수 6안타 4타점 |

### 올 스타(all star)
| 수비 위치 | 출전 선수     | 소속 구단                |
| --------- | ------------- | ------------------------ |
| 선발투수  | 타구치 카즈토 | 요미우리 자이언츠        |
| 포수      | 한승택        | KIA 타이거즈             |
| 1루수     | 주위셴        | 라미고 몽키스            |
| 2루수     | 박민우        | NC 다이노스              |
| 3루수     | 니시카와 료마 | 히로시마 도요 카프       |
| 유격수    | 김하성        | 넥센 히어로즈            |
| 외야수    | 토노사키 슈타 | 사이타마 세이부 라이온스 |
| 외야수    | 마츠모토 고   | 홋카이도 닛폰햄 파이터스 |
| 외야수    | 왕보룽        | 라미고 몽키스            |
| 지명 타자 | 콘도 켄스케   | 홋카이도 닛폰햄 파이터스 |

## 같이 보기
- 아시아 시리즈
- 한일 프로 야구 슈퍼 게임
- 한일 클럽 챔피언십
- 한국-대만 클럽 챔피언십
- 아시아 야구 선수권 대회
- 유러피안 야구 컵
- 캐리비안 시리즈
- 라틴아메리카 시리즈